# Primera División de Venezuela 2004-05
La Temporada 2004-05 de la Primera División de Venezuela se inició el 7 de agosto de 2004 con la participación de 10 equipos, entre ellos el recién creado Deportivo Italmaracaibo, el cual entró en sustitución del Unión Deportivo Marítimo mediante acuerdo.
Para la temporada 2004-05 fue al descenso Deportivo Italchacao, mientras que Deportivo Italmaracaibo se mantuvo al empatar el repechaje frente al Deportivo Maracaibo.

## Equipos participantes
Los equipos participantes en la Temporada 2004-05 de la Primera División del Fútbol Venezolano son los siguientes:
| - Carabobo FC - Caracas FC - Deportivo Italchacao - Deportivo Italmaracaibo - Deportivo Táchira FC |  | - Estudiantes FC - Mineros de Guayana - Monagas SC - Trujillanos FC - UA Maracaibo |

## Torneo Apertura 2004

### Clasificación
|    | Equipo                  | PTS | JJ | JG | JE | JP | GF | GC | DG  |
| -- | ----------------------- | --- | -- | -- | -- | -- | -- | -- | --- |
| 1  | UA Maracaibo            | 34  | 18 | 9  | 7  | 2  | 27 | 12 | +15 |
| 2  | Caracas FC              | 32  | 18 | 9  | 5  | 4  | 23 | 19 | +4  |
| 3  | Mineros de Guayana      | 30  | 18 | 8  | 6  | 4  | 28 | 18 | +10 |
| 4  | Deportivo Táchira FC    | 30  | 18 | 9  | 3  | 6  | 23 | 19 | +4  |
| 5  | Trujillanos FC          | 29  | 18 | 8  | 5  | 5  | 21 | 16 | +5  |
| 6  | Carabobo FC             | 21  | 18 | 4  | 9  | 5  | 23 | 25 | -2  |
| 7  | Monagas SC              | 19  | 18 | 5  | 4  | 9  | 21 | 27 | -6  |
| 8  | Estudiantes FC          | 17  | 18 | 4  | 5  | 9  | 24 | 31 | -7  |
| 9  | Deportivo Italmaracaibo | 17  | 18 | 4  | 5  | 9  | 18 | 30 | -12 |
| 10 | Deportivo Italchacao    | 14  | 18 | 3  | 5  | 10 | 22 | 33 | -11 |

Leyenda: PTS (Puntos), JJ (Juegos jugados), JG (Juegos Ganados), JE (Juegos Empatados), JG (Juegos Perdidos), GF (Goles a Favor), GC (Goles en Contra), DG (Diferencia de Goles).

## Torneo Clausura 2005

### Clasificación
|    | Equipo                  | PTS | JJ | JG | JE | JP | GF | GC | DG  |
| -- | ----------------------- | --- | -- | -- | -- | -- | -- | -- | --- |
| 1  | UA Maracaibo            | 39  | 18 | 12 | 3  | 3  | 30 | 12 | +18 |
| 2  | Caracas FC              | 33  | 18 | 9  | 6  | 3  | 28 | 14 | +14 |
| 3  | Deportivo Táchira FC    | 32  | 18 | 9  | 5  | 4  | 25 | 20 | +5  |
| 4  | Estudiantes FC          | 25  | 18 | 6  | 7  | 5  | 18 | 19 | -1  |
| 5  | Monagas SC              | 23  | 18 | 6  | 5  | 7  | 26 | 36 | -10 |
| 6  | Mineros de Guayana      | 21  | 18 | 5  | 6  | 7  | 22 | 23 | +1  |
| 7  | Carabobo FC             | 21  | 18 | 4  | 9  | 5  | 21 | 22 | +1  |
| 8  | Deportivo Italmaracaibo | 17  | 18 | 4  | 5  | 9  | 19 | 26 | -7  |
| 9  | Trujillanos FC          | 17  | 18 | 4  | 5  | 9  | 21 | 29 | -8  |
| 10 | Deportivo Italchacao    | 13  | 18 | 2  | 7  | 9  | 20 | 29 | -9  |

Leyenda: PTS (Puntos), JJ (Juegos jugados), JG (Juegos Ganados), JE (Juegos Empatados), JG (Juegos Perdidos), GF (Goles a Favor), GC (Goles en Contra), DG (Diferencia de Goles).

## Final
No hubo final debido a que el UA Maracaibo ganó ambos torneos (Apertura 2004 y Clausura 2005) por lo que se consagró como campeón absoluto de la Primera División de Venezuela por primera y única vez en su historia.
UA Maracaibo

Campeón

## Acumulada

### Clasificación
|    | Equipo                  | PTS | JJ | JG | JE | JP | GF | GC | DG  |                            |
| -- | ----------------------- | --- | -- | -- | -- | -- | -- | -- | --- | -------------------------- |
| 1  | UA Maracaibo            | 73  | 36 | 21 | 10 | 5  | 57 | 24 | +33 | Copa Libertadores 2006     |
| 2  | Caracas FC              | 65  | 36 | 18 | 11 | 7  | 51 | 33 | +18 | Copa Libertadores 2006     |
| 3  | Deportivo Táchira FC    | 62  | 36 | 18 | 8  | 10 | 48 | 39 | +9  | Pre Copa Libertadores 2006 |
| 4  | Mineros de Guayana      | 51  | 36 | 13 | 12 | 11 | 50 | 41 | +9  | Copa Sudamericana 2005     |
| 5  | Trujillanos FC          | 46  | 36 | 12 | 10 | 14 | 42 | 45 | -3  | Copa Sudamericana 2005     |
| 6  | Carabobo FC             | 42  | 36 | 8  | 18 | 10 | 44 | 47 | -3  |                            |
| 7  | Estudiantes FC          | 42  | 36 | 10 | 12 | 14 | 42 | 50 | -8  |                            |
| 8  | Monagas SC              | 42  | 36 | 11 | 9  | 16 | 47 | 63 | -16 |                            |
| 9  | Deportivo Italmaracaibo | 34  | 36 | 8  | 10 | 18 | 37 | 56 | -19 | Promoción                  |
| 10 | Deportivo Italchacao    | 27  | 36 | 5  | 12 | 19 | 42 | 62 | -20 | Descenso                   |

Leyenda: PTS (Puntos), JJ (Juegos jugados), JG (Juegos Ganados), JE (Juegos Empatados), JG (Juegos Perdidos), GF (Goles a Favor), GC (Goles en Contra), DG (Diferencia de Goles).

### Top 5 goleadores
| Jugador | Jugador | Jugador          | Goles | Equipo             |
| ------- | ------- | ---------------- | ----- | ------------------ |
| 1       |         | Daniel Delfino   | 19    | Carabobo FC        |
| 2       |         | Juan García      | 16    | Mineros de Guayana |
| 3       |         | Rafael Castellín | 14    | Caracas FC         |
| 4       |         | Guillermo Beraza | 13    | UA Maracaibo       |
| 4       |         | Habynson Escobar | 13    | Monagas SC         |